# Кугульта (Ставропольский край)
Кугульта́ — село в Грачёвском районе (муниципальном округе) Ставропольского края России.

## География
Расположено на р. Большая Кугульта (правый приток реки Егорлык).
Расстояние до краевого центра — 48 км.
Расстояние до районного центра — 18 км.

## История
Интересы Российской Империи на Северном Кавказе обуславливали необходимость активного освоения территории, которое началось с 18 века. Первыми переселенцами стали казаки. Переселение же гражданских лиц на Кавказ из других областей России было разрешено указом от 1782 г. Была создана Кавказская область (губерния), в которую входил и Ставрополь (Ставропольский уезд). Земли заселялись крестьянами из областей нынешней средней полосы («внутренних» губерний) России.
Село Кугульта было основано в октябре 1817 года. Но в Каталоге земель Кавказской губернии 1819 г. есть следующее указание: «Кугульта — казённое селение, в вершинах ручья Кугульта, 305 домов, образовано из хуторов переселенцев из селения Палагиада и сделано особым отселком в 1816 г.».
Название села произошло от калмыцкого слова «кугуль» — терновник. Есть и другая версия — в Ставропольском госархиве есть источник, утверждающий, что село получило название от речки, а она — от имени татарского хана, жившего когда-то в этих местах (Кугуль -Тай — Серая лошадь).
Первыми поселились здесь семьи Астанковых, Ерёминых и Плугаревых — выходцев из Курской губернии. Прибывшие позже крестьяне из других губерний обживались, давая улицам названия родных мест: Рязанка, Орловка, Волга.
Кугульта входила в состав Кугультинской волости Ставропольского округа Кавказской губернии/ области (до 1847 г.), затем — Ставропольской губернии. Абсолютное большинство населения составляли однодворцы (одна из категорий государственных крестьян России).
По «Азбучным спискам всем церквам, местечкам, селениям…» от 1836 г.: «Кугульта, деревня казённая, 129 дворов, 1134 душ обоего пола». Иногда в документах встречается другое название села — Кугульки.
В 1839 г. в селе была построена первая церковь — Казанской Божьей Матери.
В связи с новым притоком переселенцев в губернию и увеличением числа населения волостей, уже в 1861 году был разукрупнен и перераспределен их состав. Существовавшая к тому времени Пелагиадская волость была упразднена, образована Кугульто-Тугулукская (к 1873 году вновь Кугультинская), включавшая около 30 населенных пунктов (самые крупные — Кугульта, Московское, Благодатное, Тугулук, Дубовоказинское, Пелагиада), включая хутора, слободку староверов, немецкое поселение (колония), ставка калмыков и др.
По состоянию на 1873 год — 563 двора, 2748 мужчин, 2629 женщин. Церковь — 1, народное штатное училище — 1, водяных мельниц — 2, хлебн. обществ. магазинов — 2, лавок — 6, питейных домов — 3. Волостное правление.
В начале 80-х годов XIX века Кугульта насчитывала 685 дворов, 719 домов и более 5 тыс. человек. Земельный надел общины составлял 36,4 тысяч десятин, на душу приходилось 16,4 десятин земли. Хозяйства имели 15 косилок, 10 молотилок, 1 жатку и 200 веялок.

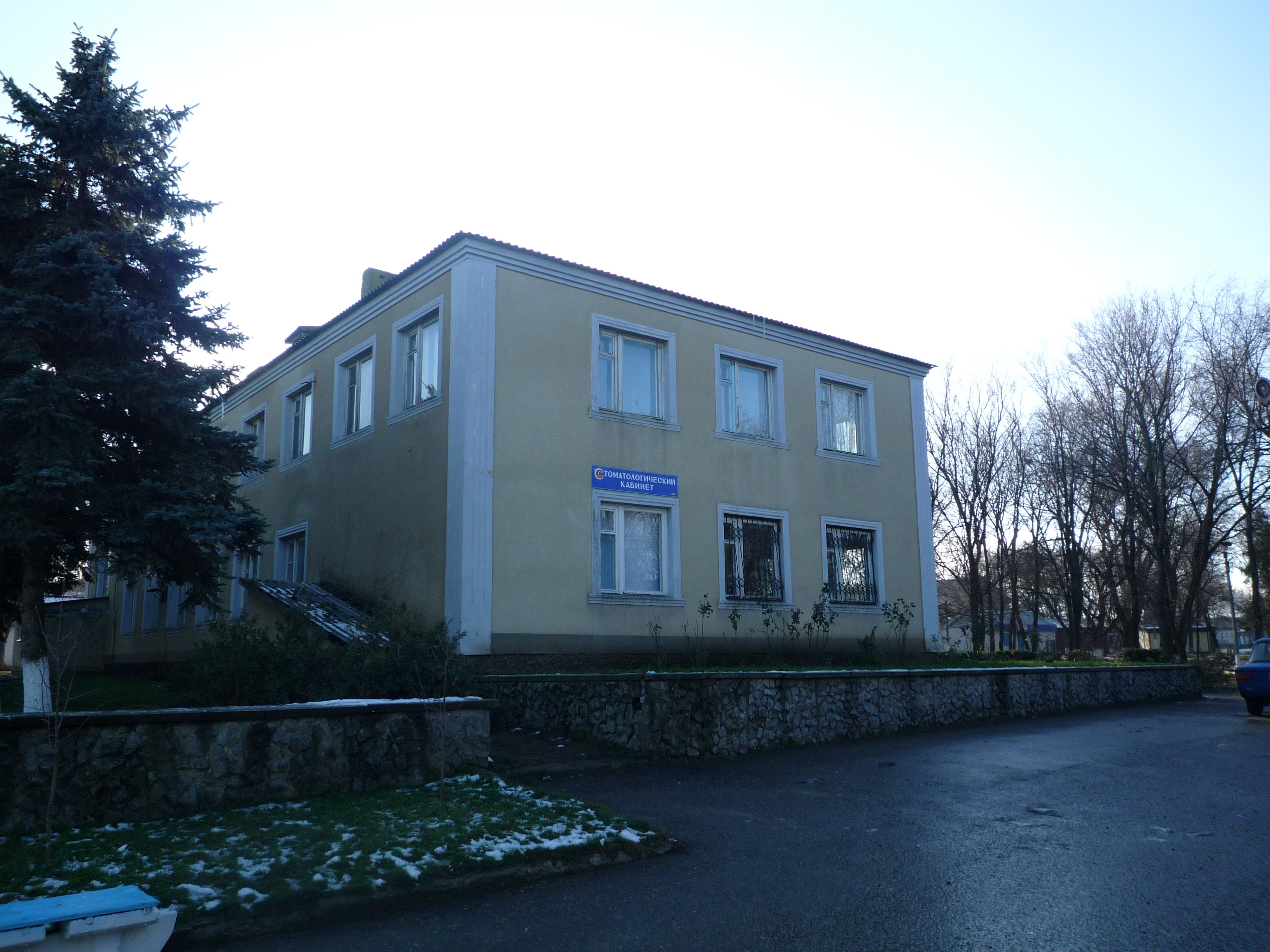
Здание Кугультинской сельской администрации

В селе имелись 2 министерских (государственные) и 3 церковно-приходские школы, в которых обучалось 150 детей. Однако, как сообщала газета «Северокавказский край», ежегодно оставалось за пределами этих школ 100 и более человек.
Умеренный климат и близость к Ставропольским меновым дворам способствовали быстрому развитию Кугульты. В 1903 году её население составляло уже 9,3 тысяч человек.
По данным Г.Н Прозрителева, на 1909 г. в селе проживало уже 10312 чел (мужчин — 52559, женщин — 5053).
Известно, что в нач. 20в. через Кугульту собирались прокладывать железную дорогу. Был даже построен железнодорожный вокзал, но по каким-то причинам проект был закрыт. Существует версия, что на сходе жителей было решено в здании построенного вокзала разместить больницу — для жителей это было актуальнее.
В январе 1918 года в Кугульте была установлена Советская власть. Сельчане избрали председателем сельского Совета И. А. Москвитина.
По окончании гражданской войны в селе открылись изба-читальня, курсы по ликвидации безграмотности и школа крестьянской молодёжи.
По данным переписи 1920 г. в волостном селе Кугульта проживало 11152 чел.
Во время коллективизации в Кугульте создали 9 колхозов — им. Трунова, «Памяти Ильича», им. Петрова и др. В начале 30-х годов стала поступать техника: вначале американские трактора «Фордзон», а затем советские «СТЗ» и «ХТЗ».
В селе открылась семилетняя школа (в 1937 году преобразована в среднюю). Когда началась Великая Отечественная война, сотни кугультинцев ушли на фронт.
В годы послевоенного восстановления хозяйства (1951 год) в Кугульте был создан укрупнённый колхоз (в 1957 году реорганизован в 2 совхоза — «Грачёвский» и «Кугультинский»). Хозяйство было одним из крепких, рентабельность составляла 29,5 %. В начале 90-х годов совхозы были реорганизованы: «Кугультинский» — в ЗАО МСЗ, «Грачёвский» — в СХП «Грачёвское».
В 1935 году в составе Северо-Кавказского края (с 1937 года — Орджоникидзевский край, с 1943 года — Ставропольский край) был образован Шпаковский район с центром в селе Кугульта.
30 сентября 1958 года Спицевский район был переименован в Старомарьевский с временным перенесением центра в село Кугульта, а Шпаковский район упразднён с передачей его территории в состав Старомарьевского и Труновского районов.
1 июня 1959 года Старомарьевский район переименован в Шпаковский с центром в селе Кугульта. 1 февраля 1963 года районный центр был перенесён в село Михайловское.
Здесь были построены Дом культуры, кинотеатр, средняя школа, библиотека, больница, магазины. Работали маслосыродельный и кирпичный заводы.
После упразднения райцентра и под влиянием усилившегося в 70—80-е годы процесса урбанизации численность жителей сократилась с 18 до 8 тысяч человек.
До 16 марта 2020 года село было административным центром упразднённого Кугультинского сельсовета.

## Население
| 1873  | 1881    | 1897  | 1903  | 1908    | 1909    | 1920    |
| ----- | ------- | ----- | ----- | ------- | ------- | ------- |
| 5377  | ↘5284   | ↗8566 | ↗9316 | ↗10 402 | ↘10 312 | ↗11 152 |
| 1925  | 1926    | 1939  | 1959  | 1979    | 1989    | 2002    |
| ↘9985 | ↗10 172 | ↘8281 | ↘6455 | ↘5951   | ↘4800   | ↗5466   |
| 2010  | 2014    | 2021  |       |         |         |         |
| ↗5574 | ↗5600   | ↗6165 |       |         |         |         |

Национальный состав
Большинство жителей — русские, также проживают армяне, чеченцы.

## Инфраструктура
- Культурно-досуговый центр
- Ставропольская государственная сортоиспытательная станция — Филиал
- Сбербанк, Доп.офис № 1859/06008
- Краеведческий музей[30]. Открыт в мае 1989 года. В 1988 году член Союза художников СССР М. П. Толстиков преподнёс в дар родному селу 50 своих картин. Они составили целую галерею
- 3 общественных открытых кладбища[31]
- Участковая больница (введена в эксплуатацию в 2020 году)

## Образование
- Детский сад № 8. Отркыт 1 мая 1982 года как сад-ясли № 9 «Колокольчик» совхоза «Кугультинский»[32]
- Средняя общеобразовательная школа № 3. Открыта 1 октября 1937 года[33]

## Экономика
- Кирпичный завод «Азимут»
- Маслосырзавод «Кугультинский» закрытый и не работающий уже более 10 лет, хотя в базе данных предприятий числится работающим.
- 8 магазинов
- Швейная мастерская
- Кафе
- Парикмахерская

## Русская православная церковь
В 1839 году в Кугульте построили церковь Казанской Божьей Матери. Появились потом и другие церкви — деревянная Поветская, Калганская, или как её называли — староверская церковь, Гуковская церковь и Никольская. Почти все разрушены в 1937 году. До наших дней сохранилась лишь последняя. Двенадцатикупольный храм, названный в честь Николая Угодника, по праву считался одним из самых красивых в Ставропольской губернии. Его изображение долгое время использовалось во вступительном ролике духовно-просветительской программы Ставропольского телевидения «Ставропольский Благовест». Около века он стоит в честь перенесения мощей Святителя Христова Николая. Начали строить его в 1909 году. Средства на строительство церкви собирали всем миром. Посильную помощь оказали и жители Кугульты. В 1913 году строительство было завершено. Освящение состоялось 14 октября епископом Михаилом Александровским, вторым викарием Ставропольской епархии. При церкви была организована церковно-приходская школа. 1913 год был годом празднования Россией 300-летия Царского дома Романовых и от Кугультинского сельского общества храму была подарена икона Святителя Николая с надписью от 21 февраля 1913 года. После прихода к власти большевиков храм не был снесён, но использовался как зернохранилище. Даже в то время проходили службы — в сторожке. Некоторые наиболее ценные иконы были сохранены местными жителями и переданы в 90-е годы в храм. Согласно местной легенде большая икона Св. Николая была вделана в пол, но чудесным образом осталась невредимой. Долго время настоятелем был отец Александр
Единственный сохранившийся храм села Кугульта не реставрировался 60 лет. В 2001 году заменили все 12 глав на новые, церковь была покрашена. Создана аллея крестов, установленных изначально на куполах во время реставрации.
Церковь относится к Ставропольской митрополии, Ставропольской и Невинномысской епархии, Грачёвскому благочинию. Настоятель — иерей Илья.

## Спорт
- Футбольная команда «Звезда». Чемпион Ставропольского края по футболу 2003 года[37]

## Люди, связанные с селом
- Гущин Дмитрий Сергеевич (1947) — живописец, график, председатель правления Ставропольского краевого отделения ВТОО «Союз художников России», награждён Золотой медалью Союза художников России[38]

## Памятники
- Братская могила партизан, погибших в годы гражданской войны. 1918—1920,1927 ГГ.[39]
- Памятник воинам-партизанам, погибшим в боях с белогвардейцами в 1918 году 1925—1928 года[40]
- Памятник В. И. Ленину. 1936 год[41]
- Памятник героям гражданской войны. 1957 год[42]
- Памятник герою гражданской войны Шпаку Ф. Г., погибшему в июне 1918 г., под городом Ставрополем. 1957 год[43]
- Обелиск на месте казни губернского комиссара Петрова. 1960 год[44]
- Памятник губернскому комиссару Петрову. 1969 год[45]

## Достопримечательности

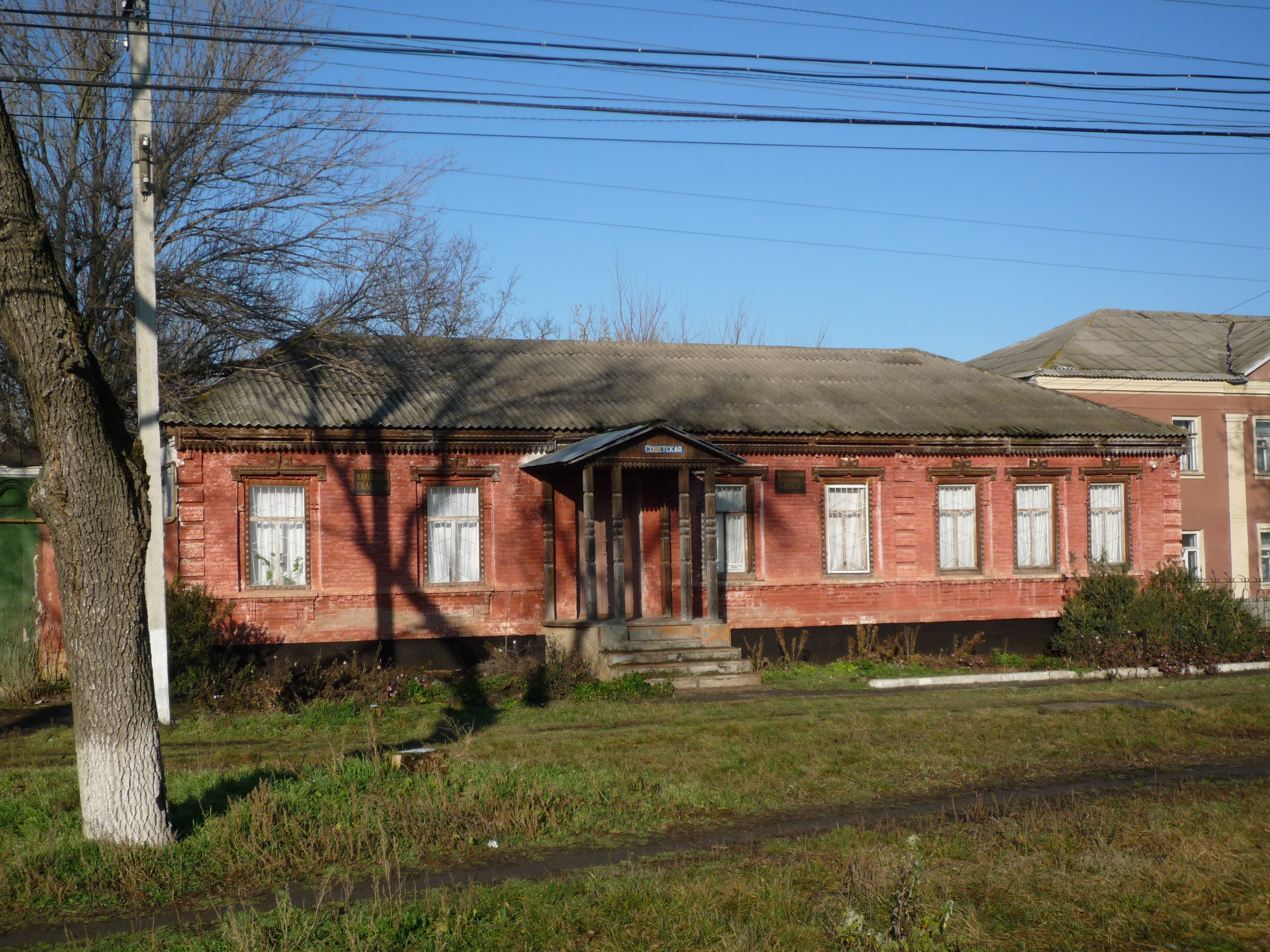
Кугультинский сельский музей

- Кугультинский сельский музей

Официальное открытие музея состоялось 8 мая 1989 года. Фонд насчитывает более 1500 единиц хранения: предметов истории и культуры, картины местных художников: Толстикова М. П., Череушина В. А. и других, предметы быта сельских жителей XIX—XX веков, исторические документы и награды периода гражданской и ВОВ 1941—1945 гг. Музейный фонд постоянно пополняется за счёт поступлений экспонатов от местных жителей.
В первом зале представлены различные материалы по истории села, предметы быта первых поселенцев: одежда, домашняя утварь. Интересна коллекция старых российских бон и монет.
Экспозиция второго зала посвящена истории села во время Гражданской и Великой Отечественной войн, кугультинцам — фронтовикам, в частности Герою Советского Союза И. А. Минаенко, воинам — интернационалистам.
Отдельный зал занимает картинная галерея, составленная из 50 картин М. П. Толстикова.
- Кугультинский кирпичный завод (ныне ЗАО «Азимут»)

Ранее завод был известен, как «Черепично-кирпичный завод Гончарова». Завод находится приблизительно на том же самом месте, где был и раньше — на западной окраине села, за оврагом, где начинается речка «Кугульта». С самого образования села Кугульта славилась своим гончарным ремеслом. Официально село Кугульта существует с 1817 года, немного позже, примерно в 1820 году, местный житель по фамилии Гончаров открыл здесь гончарное производство. Он начал производить черепицу. Производство это основывалось на богатейших запасах глины в западной части села. Это месторождение до сих пор используется для производства кирпича.
Черепица Гончарова пользовалась огромным спросом. Её покупали новые поселенцы, жители окрестных сёл, затем её начали сбывать на рынках губернского города Ставрополя. Гончаров расширял производство черепицы, он начал экспортировать свой товар в разные страны. Так, например, до сих пор в некоторых странах можно увидеть дома, крыша которых покрыта черепицей с клеймом «Гончаров». Это говорит о том, что этот товар был качественным, пользовался спросом и даже по истечении такого большого времени не утратил качества. Перенимать опыт изготовления черепицы приезжали к Гончарову из Германии и Венгрии.
Производство черепицы в XIX веке было ручным кропотливым трудом. На этом предприятии Гончарова работало до 80 рабочих. Сначала месили глину вручную, затем стали использовать лошадей.